# 馬托西南麗魚
馬托南麗魚，為輻鰭魚綱鱸形目隆頭魚亞目慈鯛科的其中一種，分布於南美洲巴西Paraopeba河、das Velhas河及聖弗朗西斯科河流域，體長可達8公分，棲息在中底層水域，生活習性不明。

## 擴展閱讀
維基物種上的相關：馬托南麗魚